# 福氏鸚竺鯛
福氏鸚竺鯛，又稱福氏天竺鯛，為輻鰭魚綱鈎頭魚目天竺鯛科鸚竺鯛屬的其中一個種。

## 分布
本魚分布於日本海域。

## 深度
水深35至60公尺。

## 特徵
本魚體延長而側扁，眼大，口大略下位。體呈淡紅或深紅色； 所有的鰭略帶桃色的； 體具2條暗色又狹窄的斑紋。尾鰭基底有一個黑色的斑點在中心與眼直徑一樣大。前鰓蓋骨具鋸齒邊緣，背鰭硬棘8枚；背鰭軟條9枚；臀鰭硬棘2枚；臀鰭軟條8枚；脊椎骨24個，體長可達9.3公分。

## 生態
本魚棲息於礁石區，白天躲藏於岩架下，夜間出來覓食，屬肉食性。繁殖期時，雄魚具有口孵習性，卵約7日化成仔魚，由雄魚吐出，具短暫的仔魚飄浮期。

## 經濟利用
不具經濟價值。